# Saragih
Saragih is een bestuurslaag in het regentschap Tapanuli Tengah van de provincie Noord-Sumatra, Indonesië. Saragih telt 1993 inwoners (volkstelling 2010).